# Poecilosoma megaspila
Poecilosoma megaspila là một loài bướm đêm thuộc phân họ Arctiinae, họ Erebidae.